# 埃施朗公司
埃施朗公司（英語：Echelon Corporation，NASDAQ：ELON）是一个美國公司，其產品為連接機器及電子設備，具有感測、監控及控制功能的控制網路。埃施朗公司是愛德斯托科技的子公司。
埃施朗公司在1990年推出的LonWorks控制網路平台可以用在建築、工業、運輸及家庭自動化的市場。而在2003年推出的網路能源服務系統是一個開放式的電表基础设施，像義大利的智慧型電表基礎建設（AMI）就使用埃施朗公司的網路技術，是一個連接二千七百萬個電表的系統。
埃施朗公司總部位在美國加州的聖荷西，在中國、法國、德國、義大利、香港、日本、韓國、荷蘭及英國都有辦公室。
愛德斯托科技在2018年6月29日宣佈要用4500萬美元併購埃施朗，併購已在2018年9月14日完成。

## 外部連結
- About Echelon Corporation
- LonMark International